# پژو هوگار (وانت باری)
پژو هوگار یک ابزار کوپه است که توسط پژو به عنوان گونه‌ای از پژو ۲۰۶ موتور جلو و دیفرانسیل جلو برای بازار برزیل و آمریکای جنوبی تولید می‌شود. این توسط یوزین پی‌اس‌ای پورتو رئال، برزیل از سال ۲۰۱۰ تا ۲۰۱۴ تولید شد.
پژو وانت هوگار برای بازار برزیل طراحی شده بود و پژو آن‌را در این بازار به تولید محلی رساند. 
نام هوگار (Hoggar) از نام یک رشته کوه در صحرای آفریقا گرفته شده که تداعی کننده قدرت، توان و عمل است. پژو وانت هوگار اولین مدلی است که بر اساس مدل ترکیبی از پژو ۲۰۶+ و پژو پارتنر ساخته شده‌است. فضای بار این خودرو ۱۱۵۱ لیتر است و با توان حمل ۷۴۲ کیلوگرم بار می‌تواند یکی از خودروهای وانت مقرون به صرفه باشد.

## موتورها
- ۱٫۴ لیتری ۸ سوپاپ ۸۲ اسب بخار (بنزین یا اتانول)
- ۱٫۶ لیتری ۱۶ سوپاپ ۱۱۳ اسب بخار (بنزین یا اتانول)